# 超固体
超固体（ちょうこたい、英:  Supersolid）は物質が固体の性質を持ちつつも超流動の特性を有する状態。実験的・理論的に研究されているが、超固体が存在するかどうかは分かっていない。

## 背景
液体のヘリウム4はピョートル・カピッツァ、John F. Allen、Don Misenerによってλ点と呼ばれる特性遷移温度以下に冷却されたときに、超流動の特性を示すことが発見された。冷却された金属格子内の電子対（クーパー対）の超流動運動も、超伝導の背後にあるメカニズムである。しかし、固体ヘリウム4中の超流動のような挙動が最近観察される以前は、超流動は流体状態のみが持つ性質であると考えられていた。例えば、超伝導電子や中性子の液体、ボース＝アインシュタイン凝縮体を含む気体、十分低い温度のヘリウム4やヘリウム3のような特殊な液体などである。
ヘリウム中の超流動は二次相転移（ラムダ転移）により通常の液体から生じる。ボース粒子の希釈気体中では、これが球体モデルの普遍性クラスに属する相転移により生じる。薄い液体ヘリウムのフィルムでは、KT転移により通常の液体から生じる。ヘリウム4の場合、1970年より超固体を作ることが可能であると推測されている。
この状態のほとんどの理論では、空孔（理想的な結晶中では通常粒子により占有されている）は絶対零度であっても存在すると考えられている。これらの空孔は零点エネルギーにより引き起こされ、これがまた波動として位置を移動させる。空孔はボゾンであり、もしこのような空孔の雲が非常に低い温度で存在できるのであれば、空孔のボース・アインシュタイン凝縮が数十分の1ケルビン以下の温度で起こる可能性がある。コヒーレントな空孔の流れは、反対方向への粒子の「スーパーフロー」（摩擦のない流れ）に当たる。空孔気体が存在していても結晶の秩序構造は保たれるが、各格子サイト上の粒子数は平均で1個未満になる。

## 実験
1980年代にいくつかの実験により否定的な結果が出ていたものの、UCSDのJohn Goodkindは超音波を用いることで固体中に最初の「変則」を発見した。彼が観察したのに触発され、ペンシルベニア州立大学のEun-Seong KimとMoses Chanは超固体の挙動として解釈できる現象を観察した。具体的には、容器の壁と固体ヘリウムとの相互作用が異常に低下する現象であり、古典的なモデルでは説明できないが、容器中にある原子の数パーセントが超流動を起こしたかのようにほかの原子との相互作用が弱まったと解釈することができた。後にこれを非古典回転慣性と命名している。このような解釈が正しい場合、物質の新たな量子段階の発見を意味する。
KimとChanの実験では「ねじれ振動子」を用いて超流動を捜索した。 これを実現するためにターンテーブルがバネをつけた軸にしっかりと取り付けられており、一定速度で回転する代わりにターンテーブルに大して一方向の初期運動が与えられる。バネはバランスホイールと同様にテーブルを振動させる。固体ヘリウム4で満たされたトロイドがテーブルに取り付けられる。ターンテーブルとトロイドの振動速度はそれとともに動く固体量に依存する。もし内部に摩擦のない超流動体が存在すると、ドーナツ（トロイド）と一緒に移動する質量は少なくなり、より速い速度で振動が生じる。この方法で、さまざまな温度で存在する超流動体の量を測定することができる。KimとChanはドーナツ内の物質の約2%が超流動体であることを発見した（最近の実験ではその割合は20%まで増えている）。他の実験室でも同様に実験が行われ、これらの結果が確認された。高圧下においてもこの変化が生じるという特徴は理解が難しく、古い理論では説明できない。
ヘリウム4の融解圧の高精度測定では、固体中の相転移を観察できなかった。
2007年より前に、多くの理論家が固体ヘリウム4中にゼロ温度で空孔が存在しないことを示す計算を行った。いくつかの議論はあるものの、観察された実験が超固体状態であったことは疑わしい。実際、KimとChanによるものを含むさらなる実験もまた、本当の超固体の存在に疑問を投げかけている。ある実験によりサンプルをゆっくりと冷却した後に温めることを繰り返すとその効果が消えることが見出された。このアニーリング過程により結晶構造の欠損が取り除かれる。さらに、ヘリウム4のサンプルのほとんどには少量のヘリウム3が含まれている。このヘリウム3の一部が取り除かれるとより低い温度で超流動転移が起こり、このことは超流動が完全な結晶の特性ではなく結晶中の欠陥に沿って移動する本当の流体に関係があることを示唆している。
2009年、光格子内で超固体を実現することが提案された。分子量子結晶から始まり、超固体性は非平衡状態として動的に誘導される。隣り合う分子の波動関数が重なる一方、2つのボゾニック種は擬似凝縮と質量の不均衡により安定化される長期固体秩序を同時に示す。この提案は単純なオンサイト相互作用を特徴とする光格子内のボゾン混合物を用いた現状の実験で実現することができる。
実験的・理論的研究が、超固体の存在の問題を最終的に解決することを期待して続けられている。
2012年には、Chanは、ヘリウムの弾性からくる寄与を排除するように設計された新たな装置で、最初の実験を繰り返した。この実験ではChanと共著者は超固体の証拠を見出すことはできなかった。
2017年、チューリッヒ工科大学とマサチューセッツ工科大学 (MIT) の2つの研究グループが、極低温量子気体を用いて超固体を最初に製造したことについて報告した。チューリッヒのグループは2つの光共振器の内部にボース＝アインシュタイン凝縮体を配置し、これにより自発的に結晶化を始めボース＝アインシュタイン凝縮体固有の超流動性を維持する固体を形成するまで、原子相互作用が増強される。MITのグループは、ボース＝アインシュタイン凝縮体を二重井戸ポテンシャル中で光のビームに晒し、効果的なスピン-軌道カップリングを作り出した。2つのスピン軌道カップリングが生じている格子位置上の原子間の干渉により、超固体特性を有するストライプ相を確立する密度変調が生じた。

## 推薦文献
- Sarfatt, J. (1969). “Destruction of superflow in unsaturated 4He films and the prediction of a new crystalline phase of 4He with Bose-Einstein condensation”. Phys. Lett. A 30 (5):  300–301. doi:10.1016/0375-9601(69)91006-8.